# 梅一俞
梅一俞（1568年—1608年），號太和，四川重庆府墊江縣人。明朝政治人物，萬曆進士。

## 生平
萬曆二十五年丁酉科四川鄉試第十六名舉人，二十六年（1598年）戊戌科三甲一百九十八名進士。通政司觀政，萬曆二十八年（1600年）任直隸成安縣知縣。三十二年補浙江海寧縣知縣。三十五年考察調簡，本年降補湖广廣布政司理问，次年卒。

## 家族
曾祖梅思傑，祖父梅早。父梅友竹，知縣。